# Supergruppo dello spinello
Il supergruppo dello spinello è un supergruppo di minerali contenente vari ossidi, solfuri e, più raramente seleniuri e silicati e germanati.
I minerali di questo supergruppo hanno una struttura tipo spinello con una composizione chimica generale riducibile alla scrittura:
AB2X4
dove:
- A può essere ferro (Fe), manganese (Mn), magnesio (Mg), silicio (Si), germanio (Ge), cobalto (Co), rame (Cu), antimonio (Sb), zinco (Zn), titanio (Ti) o nichel (Ni)
- B può essere ferro, cromo (Cr), vanadio (V), manganese, alluminio (Al), cobalto, indio (In), iridio (Ir), rodio (Rh), platino (Pt) o nichel
- X infine può essere:[3]
  - anione ossigeno (O2-); i minerali con questo anione prendono il nome di ossispinelli
  - anione zolfo (S2-); in tal caso si parla di tiospinelli
  - anione selenio (Se2-); in tal caso si parla di seleniospinelli.

Successivamente la lettera B è stata sostituita in letteratura dalla lettera D per non creare confusione con il boro, che ha appunto simbolo chimico B.

## Suddivisione del supergruppo
All'interno del supergruppo dello spinello, ossispinelli, tiospinelli e seleniospinelli formano ognuno un gruppo di minerali; ogni gruppo è a sua volta suddiviso in sottogruppi secondo il seguente schema approvato dall'Associazione Mineralogica Internazionale (IMA) nel 2018:
| Gruppo          | Sottogruppo                    | Minerali |
| --------------- | ------------------------------ | --- |
| Ossispinelli    | Sottogruppo dello spinello     | chihmingite · cromite · cocromite · coulsonite · cuprospinello · dellagiustaite · deltalumite · franklinite · gahnite · galaxite · guite · hausmannite · hercynite · hetaerolite · jacobsite · jacobsite-Q · maghemite · magnesiocromite · magnesiocoulsonite · magnesioferrite · magnetite · manganocromite · nicromite · spinello · termaerogenite · titanomaghemite · trevorite · vuorelainenite · zincocromite |
| Ossispinelli    | Sottogruppo dell'ulvöspinello  | ahrensite · brunogeierite · filipstadite · qandilite · ringwoodite · tegengrenite · ulvöspinello |
| Seleniospinelli | Sottogruppo della bornhardtite | bornhardtite · nickeltyrrellite · trüstedtite · tyrrellite |
| Tiospinelli     | Sottogruppo della carrollite   | carrollite · cuproiridsite · cuprokalininite · ezochiite · fletcherite · florensovite · malanite · rhodostannite · shiranuiite · toyohaite |
| Tiospinelli     | Sottogruppo della linnaeite    | cadmoindite · cuprorhodsite · daubréelite · greigite · grimmite · indite · joegoldsteinite · kalininite · linnaeite · polidimite · siegenite · tarkianite · violarite · xingzhongite |

## Caratteristiche
Colori e composizioni chimiche dei diversi minerali variano, ma conservano alcune caratteristiche comuni: oltre alla composizione chimica generalizzata AD2X4, i minerali del supergruppo cristallizzano nel sistema cubico nel gruppo spaziale Fd3m (gruppo nº 227).